# O Mikešovi
O Mikešovi je československý animovaný televizní seriál z roku 1970, jehož první série byla vysílaná v rámci večerníčku poprvé v červenci roku 1977. Následně byla natočena druhá série, ta byla vysílaná v rámci večerníčku poprvé v roce 1981.
Předlohou seriálu byla kniha Josefa Lady Kocour Mikeš z let 1934 až 1936. Scénář připravil Josef Brukner, obrázky dle předloh Josefa Lady nakreslil Josef Kluge, který se současně věnoval i režii. Hudbu napsal Miloš Vacek. Kameramanem seriálu byl Vladimír Malík. Příběhy namluvil Karel Höger. Bylo natočeno celkem 26 epizod, v délce mezi cca 6 až 8 minutami.

## Další tvůrci
- Animace: Břetislav Dvořák, Jaroslav Zahradník
- Spolupracovali: Alena Ladová, Jan Vrána, V. Šafránek, I. Vít, M. Kuchař, E. Přeček
- Nakreslil: Josef Kluge
- Vedoucí ateliéru: J. Pořický

## Úvod do děje
Hrdinou seriálu je kocour Mikeš, není to obyčejný kocour, je to kocour, který umí chodit po dvou, má vlastní boty a dokonce umí mluvit…

## Seznam dílů

### První řada
1. Mikeš se učí mluvit – 1970
2. Mikeš na hruškách – 1971
3. Mikeš čaruje – 1971
4. Mikeš vypráví pohádku – 1972
5. Mikeš na pouti – 1971
6. Jak Mikeš zachránil Bobeše – 1971
7. Mikeš se ztratil – 1972
8. Mikeš straší – 1972
9. Mikeš u cirkusu – 1973
10. Babička vypráví pohádku – 1973
11. Nácíček nakupuje – 1974
12. Mikeš je doma – 1973
13. Pohádka o klikotoči – 1973

### Druhá řada
1. O detektivu Sultánovi – 1974
2. O Mikešově kouzelné holi
3. Dobrodružství kouzelné hole
4. Mikeš hrdina
5. Pohádka o kozlu Kokešovi
6. Překvapení v Hrusicích
7. Jak se Herodes uzdravil
8. Tajemný kocourek
9. Výprava do Hrusic
10. Co vyprávěl strýček Malinovský
11. Starosti s babičkou
12. Lišajův sen
13. Pepík ševců malířem